# خودبه‌خود شکستن تقارن
خودبه‌خود شکستنِ تقارن یا شکستِ خودبه‌خودیِ تقارن
حالتی از وقوع شکست تقارن در یک سیستم فیزیکی است که در آن قوانین اساسی آن تحت یک تبدیل تقارنی ناوردا هستند، اما خود سیستم به‌عنوان یک کل تحت آن تبدیلات تغییر می‌کند. می‌کند (برخلاف تقارن‌شکنی صریح). شکست خودبه‌خودی تقارن یک فرایند خودبخودی است که طی آن سیستمی از حالت متقارن به حالت نامتقارن می‌رسد؛ بنابراین سیستم‌هایی را توصیف می‌کند که معادلات حرکت یا لاگرانژین در آنها از تقارن‌های خاصی پیروی می‌کند، اما کم‌انرژی‌ترین پاسخ‌ها آن تقارن را نشان نمی‌دهند.